# Phabricator
Phabricator – zestaw przeglądarkowych narzędzi programistycznych do pracy grupowej.
Zawiera między innymi narzędzia:
- Differential – inspekcja kodu
- Diffusion – przeglądarka repozytorium
- Herald – śledzenia zmian
- Maniphest – zgłaszania błędów
- Phriction – wiki

Phabricator integruje się z systemami Git, Mercurial i Subversion. Dostępny jest na licencji Apache License, w wersji 2.
System pierwotnie był utworzony jako wewnętrzne narzędzie firmy Facebook. Głównym programistą Phabricatora jest Evan Priestley, były pracownik Facebooka, który odszedł z FB, aby rozwijać go jako produkt w swej firmie Phacility.
Od listopada 2014 r. został uruchomiony jako całościowa platforma pracy grupowej fundacji Wikimedia i m.in. zastąpił system Bugzilla.
29. maja 2021 Phacility poinformowała o zakończeniu działalności i zaprzestaniu rozwoju produktu z dniem 1. czerwca. Społeczność użytkowników Phabricatora stara się dalej go rozwijać w postaci forka pod nazwą Phorge.

## Użytkownicy
Lista niektórych użytkowników systemu:

- Blender[10]
- Bloomberg
- DeviantArt
- Dropbox
- Enlightenment
- Facebook[11]
- FreeBSD[12]
- Haskell[13]
- KDE[14]
- Khan Academy[15]
- LLVM[16]
- MemSQL(inne języki)
- Pinterest
- Quora[17]
- Uber
- Wikimedia Foundation[18][19]